# Castillo de Alegrete
El castillo de Alegrete está situado en la parroquia de Alegrete, municipio de  Portalegre, en el distrito del mismo nombre, en Portugal.
Estratégicamente situada, fue una de las más importantes fortificaciones del Alto Alentejo rayano—fronterizo—, pieza clave en el sistema defensivo de la región en la Edad Media. Actualmente, tiene el potencial de convertirse en una importante atracción turística para una región que se resiente de su interioridad.

## Historia

### Antecedentes
Aunque la primitiva ocupación humana del sitio es oscura, se cree que se remonta a la época de los lusitanos, sucedidos por los  romanos, los vándalos, los alanos hasta la conquista musulmana de la península ibérica a partir del siglo VIII.

### El castillo medieval
En la época de la Reconquista cristiana de la península ibérica, el asentamiento y su defensa fueron conquistados por las fuerzas del rey  Afonso Henriques (1112-1185), según la tradición, en 1160. Sin embargo, las primeras informaciones documentales sobre ella datan del siglo XIII, ya que, en virtud del Convenio de Badajoz (16 de febrero de 1267), firmado entre Alfonso III de Portugal (1248-1279) y su suegro, Alfonso X de Castilla, la villa de Alegrete y su castillo se incorporaron definitivamente al territorio de Portugal. El soberano portugués le hizo reparaciones y refuerzos, obras que se prolongaron hasta el reinado del rey  don Dinis (1279-1325), cuando la villa recibió su carta de constitución (1319).
En el contexto de la  crisis de 1383-1385, la villa y su castillo tomaron partido por el maestre de Avis, y fue un campamento de las fuerzas portuguesas bajo el mando del condestable Nuno Álvares Pereira (8 de abril de 1384), victorioso contra Castilla en la batalla de los Atoleiros.
En el reinado de Alfonso V (1438-1481), fue conquistada por las tropas de Castilla (1475).
De vuelta a la posesión portuguesa, el pueblo recibió, el 14 de febrero de 1516, el Nuevo Foral de D. Manuel I (1495-1521).

### Desde elsigloXVIhasta elXVIII
Durante la  crisis de sucesión de 1580, la posición del antiguo castillo medieval recuperó importancia estratégica, en la primera línea de defensa rayana o fronteriza. Más tarde, durante la  Guerra de Restauración de la independencia portuguesa, el rey Juan IV de Portugal(1640-1656) recompensó a Matías de Albuquerque por sus servicios concediéndole el título de Conde de Alegrete. En el mismo contexto, se dice que en 1662, con la plaza de Alegretuan de Ause guarnecida por dos compañías de infantería bajo el mando de La Coste, rodeada por tropas españolas bajo el mando de D.Juan de Austria, ese gobernador de la plaza envió al comandante invasor dos botellas del vino generoso de la región, con una nota que decía que la guarnición portuguesa resistiría hasta la última gota de esa bebida que allí se producía. Frente a este gesto de galantería, se dice que el invasor levantó el asedio a la plaza, retirándose. A partir de 1664 sus defensas se modernizaron y reforzaron en puntos específicos, bajo la dirección del Marqués de Marialva. En ese momento, se erigió una campaña fortificada, ahora desaparecida, probablemente en la limpieza, ya que hoy en día no es posible identificar sus rastros. Todavía en ese siglo se creó el Marquesado de Alegrete (19 de agosto de 1687), siendo su primer titular D. Manuel Teles da Silva.

### ElsigloXIX: la guerra Peninsular y las guerras Liberales
A principios del siglo XVIII, el asentamiento y su fortificación resistió el asedio de las tropas de Felipe V de España (1704), para sumergirse en una paz de la que sólo despertaría a principios del siglo siguiente, cuando acuarteló un número considerable de tropas en el momento de la llamada Guerra de las Naranjas (1801). Para entonces sus defensas ya estaban en considerable declive, no habiendo tenido ningún papel en las batallas de las Guerras liberales que tuvieron lugar en su vecindad entre las tropas del conde de Vila Flor y los realistas (1826).
La Alcaidaria-Mor de Alegrete con responsabilidad sobre el Castillo fue entregada a los Condes de Vila-Flor y a los Señores-Donatários da Zibreira, siendo el último señor del castillo Cristóvão Manoel de Vilhena, Senhor de Pancas e da Zibreira, hijo de la Condesa de Alpedrinha, que se incorporó a la Alcaidaria-Mor de Alegrete en 1860, habiendo muerto en 1877, cuando la Alcaidaria-Mor y el Castillo de Alegrete pasaron al Tesoro Nacional.

### Desde elsigloXXhasta nuestros días
Desde que el Concejo y Julgado de Alegrete fueron abolidos (26 de junio de 1855), su castillo cayó en el abandono y el olvido.
En el siglo XX fue clasificado como Monumento Nacional por el Decreto Ley n.º 35.443 del 2 de enero de 1946 hasta que se iniciaron los trabajos de consolidación y restauración en 1965, bajo la responsabilidad de la Dirección General de Edificios y Monumentos Nacionales (DGEMN). A partir de 1977 se realizaron trabajos de consolidación en la torre del castillo y se demolieron las mamposterías que cubrían las aberturas y las almenas. Más tarde, a partir de 1984, se promovieron obras para consolidar los muros y aislar la entrada del castillo.
A pesar de la importancia de las intervenciones realizadas, el monumento esperaba un programa de valorización más amplio, ya que se encontraba en un estado de conservación precario. Recientemente, se han estudiado los planes para su recuperación.

## Características
Ejemplar de la arquitectura militar gótica, tiene una planta rectangular e irregular. En su muralla, al sur, la puerta está desgarrada, defendida por una pequeña torre. En los muros, al este, se encuentra la torre del homenaje, de planta rectangular con dos pisos, asociada a una cisterna, parte del conjunto. El adarve, al que se accede por una escalera de piedra, se basa en el suelo y está dispuesto transversalmente al paño de la pared.
La defensa se complementaba con una muralla que rodeaba la ciudad y la conectaba con el castillo. En precarias condiciones de conservación, entre los pocos tramos conservados destaca la Puerta de la Ciudad, flanqueada por dos cubos defensivos, ejemplo de las puertas góticas de las murallas urbanas de la época.